# Xylopachygaster mamaevi
Xylopachygaster mamaevi är en tvåvingeart som beskrevs av Nina Krivosheina 1973. Xylopachygaster mamaevi ingår i släktet Xylopachygaster och familjen vapenflugor. Inga underarter finns listade i Catalogue of Life.